# Алабугатско-татарский язык
Алабуга́тско-татарский язык (утарский язык, тат. алабугат татарлары теле) — язык алабугатских татар, относится как говор к среднему диалекту татарского языка или же условное название диалекта ногайского языка. Принадлежит к кыпчакско-ногайским. Ближайший родственный язык — юртовско-татарский. Бесписьменный. Диалектов не имеет.

## Сведения
Принадлежа к кыпчакско-ногайским, алабугатский не обнаруживает характерного для казахского, каракалпакского и ногайского передвижения ш > с, изменение ч > ш встречается крайне редко. Фонетически язык в результате контактов в целом ближе к татарскому языку, в то время как грамматические особенности, характерные для ногайского ареала, сохраняются.